# Jump Rope Challenge
Jump Rope Challenge est un jeu vidéo de simulation de corde à sauter développé et édité par Nintendo. Il est sorti le 16 juin 2020 sur Nintendo Switch.

## Système de jeu
Le joueur utilise les Joy-Con pour simuler l'action de sauter à la corde. A l'écran, un lapin réplique les mouvements du joueur et compte son nombre de sauts.
Le jeu fixe l'objectif de faire 100 sauts par jour, mais le joueur peut choisir de l'augmenter jusqu'à un maximum de 1000. Le nombre de sauts par jour est enregistré et permet de suivre sa progression.
Il est possible de jouer à deux en local, chaque joueur tenant un des deux Joy-Con.

## Développement
Le jeu est annoncé par un tweet de Nintendo le 16 juin 2020 et est jouable immédiatement. Il est conçu avec Unity par un petit groupe de développeurs désireux de garder une activité physique pendant le confinement imposé lors de la pandémie de Covid-19. Disponible gratuitement sur le Nintendo eShop, il est annoncé que le jeu ne sera jouable que jusqu'au 30 septembre 2020.

La version 1.1.0 sort le 2 juillet 2020. Les joueurs peuvent désormais effectuer des doubles sauts, se fixer un objectif quotidien jusqu'à 3000 sauts et offre 6 nouveaux arrière-plans et 12 nouveaux costumes basés sur des licences de Nintendo (Mario, Luigi, Princesse Peach, Toad, Bowser et Wario de Super Mario, Link de The Legend of Zelda, Samus de Metroid, Marie d'Animal Crossing, Inkling (fille et garçon) de Splatoon et le lapin de Nintendo Badge Arcade).

La version 1.2.0 sort le 9 septembre 2020. Un écran de suivi de sa progression est désormais disponible une fois que le joueur a joué 100 jours. Une fois ces 100 jours atteints, il est possible de commencer un nouveau cycle de 100 jours.

Avec l'arrivée régulière de nouveaux joueurs, Nintendo annonce le 30 septembre 2020 que le jeu ne sera finalement pas retiré de l'eShop. Il peut donc être téléchargé et joué au-delà de cette date.

## Accueil
Trois jours après sa sortie, Nintendo annonce que 200 millions de sauts ont été effectués par les joueurs du monde entier.
Le 30 septembre 2020, ce total s'élève à 2,5 milliards.